# Roman in Moscow
«Roman in Moscow» —en español: «Roman en Moscú» — es una canción interpretada por la rapera trinitense Nicki Minaj, lanzada el 2 de diciembre de 2011 para promocionar su segundo álbum de estudio Pink Friday: Roman Reloaded, aunque no se incluyó en la lista de canciones del álbum oficial. La canción fue escrita por Onika Maraj, Warwar Nicolás Díaz Raymond, Mike Aiello, Samuels Safaree, Bryan Williams y producido por StreetRunner y Sarom. 

## Vídeo musical
Minaj filmó el video musical de "Roman in Moscow" el 18 de diciembre de 2011. Fue dirigido por Hype Williams.